# Vietnam en los Juegos Olímpicos de Londres 2012
Vietnam estuvo representado en los Juegos Olímpicos de Londres 2012 por un total de 18 deportistas, 6 hombres y 12 mujeres, que compitieron en 11 deportes.
El portador de la bandera en la ceremonia de apertura fue el esgrimidor Nguyễn Tiến Nhật.

## Medallistas
El equipo olímpico vietnamita obtuvo las siguientes medallas:
| Nombre            | Deporte      | Competición |
| ----------------- | ------------ | ----------- |
| Oro               |              |             |
| —                 |              |             |
| Plata             |              |             |
| —                 |              |             |
| Bronce            |              |             |
| Trần Lê Quốc Toàn | Halterofilia | 56 kg M     |